# Vilcas Huamán (tỉnh)
Tỉnh Vilcas Huamán (tiếng Tây Ban Nha: Provincia de Vilcas Huamán) là một tỉnh thuộc vùng Ayacucho của Peru. Tỉnh Vilcas Huamán có diện tích 1178 km², dân số thời điểm theo điều tra dân số ngày 11 tháng 7 năm 1993 là 22302 người. Tỉnh lỵ đóng ở Vilcas Huamán.